# Odajiw
Odajiw (ukr. Одаїв) – wieś na Ukrainie, w obwodzie iwanofrankiwskim, w rejonie tłumackim, nad Dniestrem. W 2001 roku liczyła 362 mieszkańców.
Pod koniec XIX wieku Odaje (ukr. Одаї, Odaji) leżały w Galicji, w powiecie tłumackim i były przysiółkiem Horyhladów. Po II wojnie światowej miejscowość została przemianowana na Odajiw.